# Fugazzetta
La fugazzeta es una pizza de cebolla con queso arriba de la masa. La fugazzeta una variedad de pizza argentina, originada en Buenos Aires, que consiste en colocar el queso entre dos discos de pizza, a modo de relleno, sobre el cual se agrega cebolla. Deriva de una combinación de características de la pizza napolitana (pan, salsa de tomate y queso), con la focaccia (pan con cebolla), llamada en Génova fugassa. Fue inventada por el pizzero argentino, hijo de genovés, Juan Banchero, en el barrio de La Boca, en algún momento entre 1893 y 1932, cuando se inauguró la pizzería Banchero.
No hay uniformidad sobre las denominaciones. La pizzería Banchero utiliza la denominación «fugazza con queso», y la patente registrada por su fundador indica que «es una capa de masa de pizza, queso cuartirolo en el medio, otra capa de masa y cebolla arriba». Algunos especialistas y pizzerías consideran que «fugazza con queso» y «fugazzetta» son sinónimos, y denominan «fugazzetta rellena» a la que se confecciona con dos capas de masa. Otros consideran que «fugazzetta» y «fugazetta rellena» son sinónimos. En algunos casos se distingue una tercera variedad denominada «pizza de cebolla», que agrega una base de tomate al único disco de base.

## Historia
Fue inventada por el pizzero argentino, hijo de genovés, Juan Banchero, en el barrio de La Boca, en algún momento entre 1893 y 1932, cuando se inauguró la pizzería Banchero.

## Características
La fugazzeta es una pizza preparada con dos capas y entre las mismas se coloca el queso, de modo que conformar una pizza rellena. Se presenta en dos variedades según los ingredientes que se colocan sobre la capa superior, queso y cebolla, o cebolla sola. Tradicionalmente la tapa de abajo es más gruesa y grande, y la de arriba más fina y pequeña, de modo que esta última queda crocante. El queso que se utiliza para el relleno es el cuartirolo, pero en algunos casos se utiliza mozzarella. Para la cubierta se utiliza queso provolone o parmesano.